# Communauté de communes du Pays d’Entrevaux
Die Communauté de communes du Pays d’Entrevaux war ein französischer Gemeindeverband mit der Rechtsform einer Communauté de communes im Département Alpes-de-Haute-Provence in der Region Provence-Alpes-Côte d’Azur. Sie wurde am 31. Dezember 2008 gegründet und umfasste sechs Gemeinden. Der Verwaltungssitz befand sich im Ort Entrevaux.

## Historische Entwicklung
Am 1. Januar 2017 wurde der Gemeindeverband mit den Communautés de communes Moyen-Verdon, Haut-Verdon Val d’Allos, Teillon und Terres de Lumière zur neuen Communauté de communes Alpes Provence Verdon zusammengeschlossen.

## Ehemalige Mitgliedsgemeinden
1. Castellet-lès-Sausses
2. Entrevaux
3. La Rochette
4. Saint-Pierre
5. Sausses
6. Val-de-Chalvagne